# سزار آگوست لارانیه
سزار آگوست لارانیه (انگلیسی: César-Auguste Laraignée؛ زادهٔ ۱۰ فوریهٔ ۱۹۴۹) بازیکن فوتبال اهل آرژانتین است.
از باشگاه‌هایی که در آن بازی کرده‌است می‌توان به باشگاه فوتبال استاد رنس و باشگاه فوتبال ریور پلاته اشاره کرد.
وی همچنین در تیم ملی فوتبال آرژانتین بازی کرده‌است.